# 董秋斯
董秋斯（1899年—1969年），原名绍明，笔名求思，天津静海人，中国文学翻译家。

## 生平
1926年毕业于燕京大学哲学系。1926年底参加北伐战争，主编《血路》。
1930年参加左联和社联的发起工作，并主编《国际》月刊。
1945年参与组织中国民主促进会，并任《民主》周刊编委。
1946年加入中国共产党。
1949年10月1日后，历任上海翻译工作者协会主席、《翻译》月刊主编、中国作协编审、《世界文学》副主编。1952年加入中国作家协会。

## 翻译作品
- 《大卫·科波菲尔》
- 《高原牛的家》
- 《战争与和平》
- 《士敏土》
- 《杰克伦敦传》
- 《红马驹》
- 《跪在上升的太阳下》
- 《卡尔·马克思》
- 《佳作》
- 《马背上的水手》
- 《烟草路》